# Fayette (Mississippi)
Fayette é uma cidade localizada no estado americano de Mississippi, no Condado de Jefferson.

## Demografia
Segundo o censo americano de 2000, a sua população era de 2242 habitantes.
Em 2006, foi estimada uma população de 2066, um decréscimo de 176 (-7.9%).

## Geografia
De acordo com o United States Census Bureau tem uma área de
3,1 km², dos quais 3,1 km² cobertos por terra e 0,0 km² cobertos por água. Fayette localiza-se a aproximadamente 86 m acima do nível do mar.

## Localidades na vizinhança
O diagrama seguinte representa as localidades num raio de 32 km ao redor de Fayette.